# Anthony Terras
Anthony Terras (n. 21 iunie 1985, Marsilia, Franța) este un trăgător de tir ce a reprezentat Franța, medaliat olimpic. A participat la 4 ediții ale Jocurilor Olimpice (2004, 2008, 2012, 2016) în care a câștigat o medalie de bronz.